# ゲーマデリック
GAMADELIC（ゲーマデリック）は、旧データイーストのサウンドチーム名、またその関係者によるバンド。

## 概要
名称は「ゲーム」と「デリシャス」を混ぜ合わせた造語で「ゲームをデリシャスにしよう」というところから来ている。他の候補には「オー・マイ・デコ」などもあった。
1990年2月に発売された『ヘラクレスの栄光II』サウンドトラックにて、MAROのギターとATOMIC花田のベース、N'GJA三浦の打ち込みドラムが初合奏。同年5月発売の『空牙』サウンドトラックには、三人の生演奏によるアレンジが収録され、これが実質的なデビューとされている。
翌年7月「ゲームミュージックフェスティバル'91」で、ゲーマデリックを名乗りライブに初登場。同年8月には、ゲーマデリック名義初のCD『サンダーゾーン』を発売する。
他社のバンドがそれぞれ独自の音楽性を追求する中、ゲーマデリックは異端のコミックバンド路線を歩む。中心人物・MAROは「地球征服にやってきたドロロン星人」という設定で、普段はドロロン星に住んでいると称していた。
サウンドの傾向としては、『空牙』や『水滸演武』のディストーションギターなどに代表される熱い曲調のものが多い。データイースト製のゲームは奇抜な作風で知られるが、ゲーマデリックもまたその特徴的な熱さで目立った存在だった。
演奏技術は高く、ジャズからラップまで何でも器用にこなす演者として人気を博した。また、原宿RUIDOでの単独ライブを4回も行っている。
1997年頃より、メンバーが相次いでデータイーストを退社し、バンド活動も徐々に縮小。1999年11月にはデータイーストが和議申請を行い、実質的にゲーム事業から撤退したことで、一旦活動は停止したと見られる。
1997年には同時期のメンバーに女性コーラス2名を加えた別バンド「スーパーデリック」を結成し、ミニアルバム『AH!LA!LA!』をインディーズにて発売している。この音源は、2006年発売のゲーマデリックのベストアルバムにも収録された。
2003年に母体となるデータイーストが倒産し、以後活動停止状態にあったが、2013年2月に活動再開を発表、同年8月2 - 3日に『ゲームミュージック トリビュートライブ』にて復活ライブが行われた。

## メンバー

### 現メンバー
- MARO（ギター）
- ATOMIC花田（ベース）
- N'GJA（ングジャ）三浦（ドラム、カホン）
  - バンドデビュー前は「オレガ三浦」を名乗っていた
- せいんと☆ぴーち（桃井聖司）（キーボード）
  - 活動再開時より加入

### 元メンバー
- Mr.K（ラップ、ギター）
  - バンドデビュー前は「KIWCH」、その後も「Mr.Kダイナマイト」「MR☆K」「nmRtK」「みすたけ」などを名乗っていた
  - 初期からのメンバーで、活動再開時にも参加していたが、SPINOUTS 2014を最後に脱退
- Seilah（キーボード）
- RAIKA（キーボード）
  - 活動再開時にも参加
  - 公式な告知はないが、ライブには2015年6月13日の公演を最後に参加しておらず、2017年4月9日更新のfacebookカバー写真にも入っていない[7]ことから、脱退したと見られる
- TOM佐藤（ギター）
  - 一度データイースト退社に伴い脱退、その後一時復帰した
- Ring Ring（キーボード）
- TAIHEY（キーボード）
- SHOGO（酒井省吾）（キーボード）
- TAKUTO（パーカッション）
- 是政
- SIN

他
ライブによってはダンサーの「ドキドキダンサーズ」、ホーンセクションの「バリバリホーンズ」を伴うこともあった。

### 変名バンド
- コゲデリック
小編成バージョンで、本来はゲーマデリックのメンバーが全員揃わない際の名義であったが、東京ゲーム音楽ショー2015では同名義ながらメンバーが全員揃っていた。
小型アンプを使ったり、N'GJA三浦はドラムセットではなくカホンで演奏するのも特徴。
- ゲーマデリック3
スリーピースバンド。2015年12月23日開催のイベント「DONDONBOCCHI MATTEMASU 2015」にて、MARO・ATOMIC花田・N'GJA三浦の3名での公演における名義[8]。
2019年12月21日開催のイベント「DDB2019」では、MARO・せいんと☆ぴーち・N'GJA三浦の3名での公演における名義としても使用された[9]。

## CD

### オリジナルアルバム
- 『サンダーゾーン』 1991年8月21日
- 『ウルフファング / タンブルポップ』 1992年3月21日
- 『ダークシール2』 1992年6月19日
  - 「葛生千夏&ゲーマデリック」名義
- 『RAP a de LIC』 1992年7月17日
  - 『カルノフ』や『クルードバスター』などのラップアレンジ曲などを収録したアルバム
- 『ドラゴンガン』 1993年3月19日
- 『ファイターズヒストリー』 1993年6月18日
- 『ナイトスラッシャーズ / フラワーバスターズ』 1993年12月17日
- 『ファイターズヒストダイナマイト / フライングパワーディスク』1994年3月18日
- 『ヘラクレスの栄光〜神々からの贈り物〜』 1994年11月18日
- 『ダンクドリーム / ガンハード』 1995年1月20日
- 『水滸演武』 1995年4月21日
- 『ファイターズヒストリーダイナマイト 〜NEO・GEO CD&溝口危機一髪！！』 1995年5月19日
- 『マジカルドロップ / ダンクドリーム'95』 1995年11月17日
- 『スカルファング / アヴェンジャーズ・イン・ギャラクティックストーム』 1996年2月21日
- 『マジカルドロップ2』 1996年6月21日
- 『探偵 神宮寺三郎 夢の終わりに 10th ANNIVERSARY SPECIAL ALBUM』 1998年8月10日
- 『Rebooot!!』 2015年6月13日
  - 『チェルノブ』や『トリオ・ザ・パンチ』など、全12タイトルを新規レコーディングしたアルバム

### ベストアルバム
- 『DELICIOUS SELECTION』 1994年1月21日
  - ゲーマデリックを名乗る以前の『空牙』『ダークシール』『エドワードランディ』『スーパーバーガータイム』の各アレンジ曲も収録
- 『BACK IN THE GAMADELIC!! DATAEAST ARRANGE ALBUM』 2006年9月20日

### その他アルバム
- 『サイトロン・ゲームミュージック年鑑1991』 1992年2月21日
  - 『デスブレイド』 アレンジ曲「GALLANT SAVAGE」収録
- 『GAME MUSIC FESTIVAL 〜SUPER LIVE '92』 1992年10月21日
  - 「ゲームミュージックフェスティバル'92」より「ゲーマデリックのテーマ」「カルノフが街にやってきた」「GALLANT SAVAGE」「VAPOR TRAIL」収録
- 『〜Reunion〜 Live at Vuenos 2013.9.7』2014年4月20日
  - 2013年9月7日に渋谷ブエノスで行われた、活動再開記念ライブの模様を収録したライブアルバム
  - ボーナストラックとして『スカルファング』の曲「Skull Fang」再レコーディングバージョンを収録
- 『GAMADELIC NEW ALBAM 発売前公式海賊版 TGMS2015 SPECIAL EDITION（仮）』2015年2月22日
  - 当時レコーディング中の『Rebooot!!』より4曲を、東京ゲーム音楽ショー2015限定の編集を施したアルバム
  - 東京ゲーム音楽ショー2015でのみ販売
- 『Re:birth』 2017年5月8日
  - 過去CDで発表済み、またはライブでのみ演奏された楽曲のセルフカバーアルバム

## ライブ出演
- ゲームミュージックフェスティバル
  - 1991 - 94年に出演
- 東京音協創立50周年記念イベント『ゲームミュージックトリビュートライブ』（2013年8月2日 渋谷公会堂）
- ゲーマデリック ライブ イン 渋谷ブエノス（2013年9月7日 渋谷VUENOS）
- 東京ゲーム音楽ショー2014（2014年2月22日 晴海客船ターミナル）
  - Mr.K以外のメンバーによる小編成ユニット「コゲデリック」名義
- 古川もとあき with VOYAGER／GAMADELIC　ボイ☆デリフェスタ2014（2014年5月31日　神戸チキンジョージ）

## ゲーム
- 『空牙』
- 『水滸演武』 サターン版CD再生可能
- 『水滸演武 風雲再起』 サターン版CD再生可能